# Arcagato (médico griego)
Arcagato (en griego antiguo: Ἀρχάγαθος), fue un médico griego que llegó a Roma desde el Peloponeso. Hijo de Lysanias. Se estableció en Roma y ejerció la medicina alrededor del 219 a. C. De acuerdo a Lucio Casio Hemina, fue la primera persona que hizo esta profesión en Roma. Recibido, en primera instancia, con gran respeto, le fue concedido el Ius Quiritium, es decir, los privilegios de un nativo de Roma, y una tienda comprada para él con fondos públicos; pero su práctica era tan severa, purgaba, desangraba, cortaba y cauterizaba que pronto generó la aversión de la gente en general, y produjo un completo asco a la profesión médica.
La práctica médica de Arcaganto parece haber sido casi exclusivamente quirúrgica, y consistío, en gran medida, en el uso del cuchillo y cáusticos.

Cassius Hemina ex antiquissimis auctor est primum e medicis venisse Romam Peloponneso Archagathum Lysaniae filium L. Aemilio M. Livio cos. anno urbis DXXXV, eique ius Quiritum datum et tabernam in compito Acilio emptam ob id publice.

Vulnerarium eum fuisse egregium, mireque gratum adventum eius initio, mox a saevitia secandi urendique transisse nomen in carnificem et in taedium artem omnesque médicos.
Casio Hemina, autor antiquísimo, cuenta que el primer médico que vino a Roma fue del Peloponeso, se llamaba Arcagato, hijo de Lisania, siendo cónsules Lelio Aemilio y Marco Livio, en el anno urbis 535, y que le fue dado el privilegio de ciudadano de Roma, y por esto le fue comprado públicamente una tienda en el compito Acilio. 
 A él le llamaron Vulnerario (médico de las heridas), fue admirado, y su venida fue agradable al principio. Después, por la crueldad de cortar, y quemar, le dieron el sobrenombre de carnicero, y los romanos aborrecieron ese arte y a todos los médicos
Gaius Plinius Secundus - Naturalis historia. Liber XXIX. Capitŭlum 6